# Inveraray Castle
Inveraray Castle je novogotický zámek v oblasti Argyllu v západní části Skotska. Nalézá se u městečka nesoucího stejný název – Inveraray, v severozápadní části nejdelší skotské zátoky Loch Fyne. Zámek je majetkem a domovem hrabat a vévodů z Argyllu, náčelníků klanu Campbelů.

## Historie

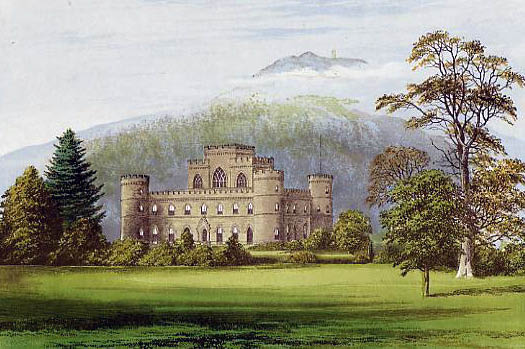
Inverary Castle před požárem

Na konci 15. století opustil rod Campbelů své dosavadní sídlo Innischonnel Castle ležící na ostrůvku Innis Chonnell na nedalekém jezeře Loch Awe a přesunul se do prostor panského sídla v Inveraray, což v té době byla pouze vesnička s nevelkým počtem stavení. 
‎V roce 1457 zde Colin Campell, 1. hrabě z Argyllu, vybudoval první ‎‎opevněné sídlo‎‎. Hrad však začal posléze chátrat, jelikož ho Campbellové dlouho nevyužívali. Až Colinův potomek John Campbell, 2. vévoda z Argyllu, se rozhodl po více než dvou stech letech obnovit slávu rodového sídla a zadal zhotovení návrhu podoby nového zámku architektu ‎‎Johnu Vanbrughovi.‎‎ Ten nakreslil základní skicu v roce 1720, jenže ze stavby poté sešlo, neboť architekt v roce 1726 zemřel. Myšlenky svého bratra se ujal Colinův mladší bratr ‎‎Archibald, 3. vévoda z Argyllu‎‎ a oslovil architekta Rogera Morrise, který navázal na původní návrh a dotvořil úplný projekt. Nové sídlo však vyžadovalo mnohem větší prostor, proto muselo staré Inveraray ustoupit, a bylo nově vystavěno asi 2 km daleko. Základní kámen nového hradu byl položen roku 1746 a stavební práce trvaly až do roku 1790.‎‎‎ Problém přepravy materiálu na stavbu přes nehostinné hory řešila doprava po jezeře a také nově vybudovaná vojenská cesta.
V roce 1877 postihl zámek velký požár, který si vyžádal rekonstrukci, jež přinesla řadu nových prvků viktoriánské architektury, například rohové věže ‎‎dostaly kuželové helmice‎‎ a podkrovní okna ‎‎tympanon‎‎y. 
Po druhé světové válce byla budova opravena a v pořadí jedenáctý vévoda z Argyllu, Ian Douglas Campbell, se svou ženou Margaret otevřeli brány zámku veřejnosti v roce 1953. 
V roce 1975 postihl zámek ničivý požár. Následné opravy budovy a restaurování cenných rodinných sbírek si vyžádaly uspořádání celosvětové finanční sbírky.

## Exteriér

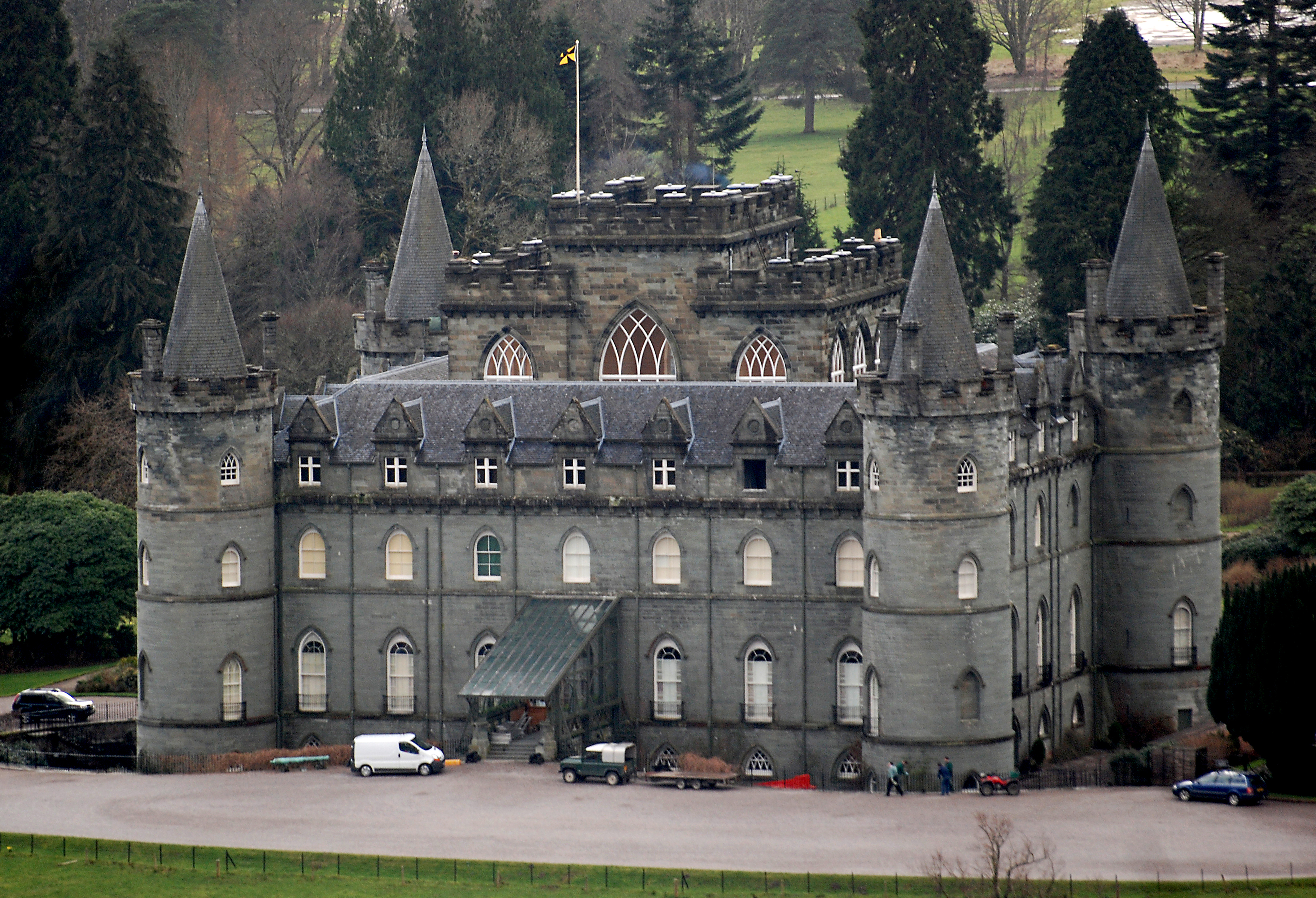
Pohled z vrchu.

Zámek v novogotickém stylu s barokními a viktoriánskými prvky má bledě modrý nádech. Budova má čtvercový půdorys a celkem čtyři kulaté věže, v každém rohu jednu. Střední část, kde se nachází Velká hala, je vyvýšená. Věže a vyvýšená střední část jsou opatřeny cimbuřím, které má pouze ozdobnou funkci. 
Zámek je obklopen udržovaným parkem.

## Interiér
Kromě přízemí má zámek další dvě patra. V přízemí je vstupní hala, jídelna, vyzdobená v barokním stylu, a společenský salon s čalouněným nábytkem. Dále je tu Čínská věž se sbírkou porcelánových souprav i jednotlivých kusů. Vojenská hala ukrývá, jak už název napovídá, sbírky válečnických artiklů. V Severozápadní hale lze vidět některé zajímavé rodinné kostýmy. Galerie obsahuje obrazy vévodů z Argyllu. Potom zde je Místnost Mac Arthura, Kuchyně s dobovým vybavením, Místnost klanu Campbell s jeho historií, Viktoriánská místnost a malý turistický obchod.

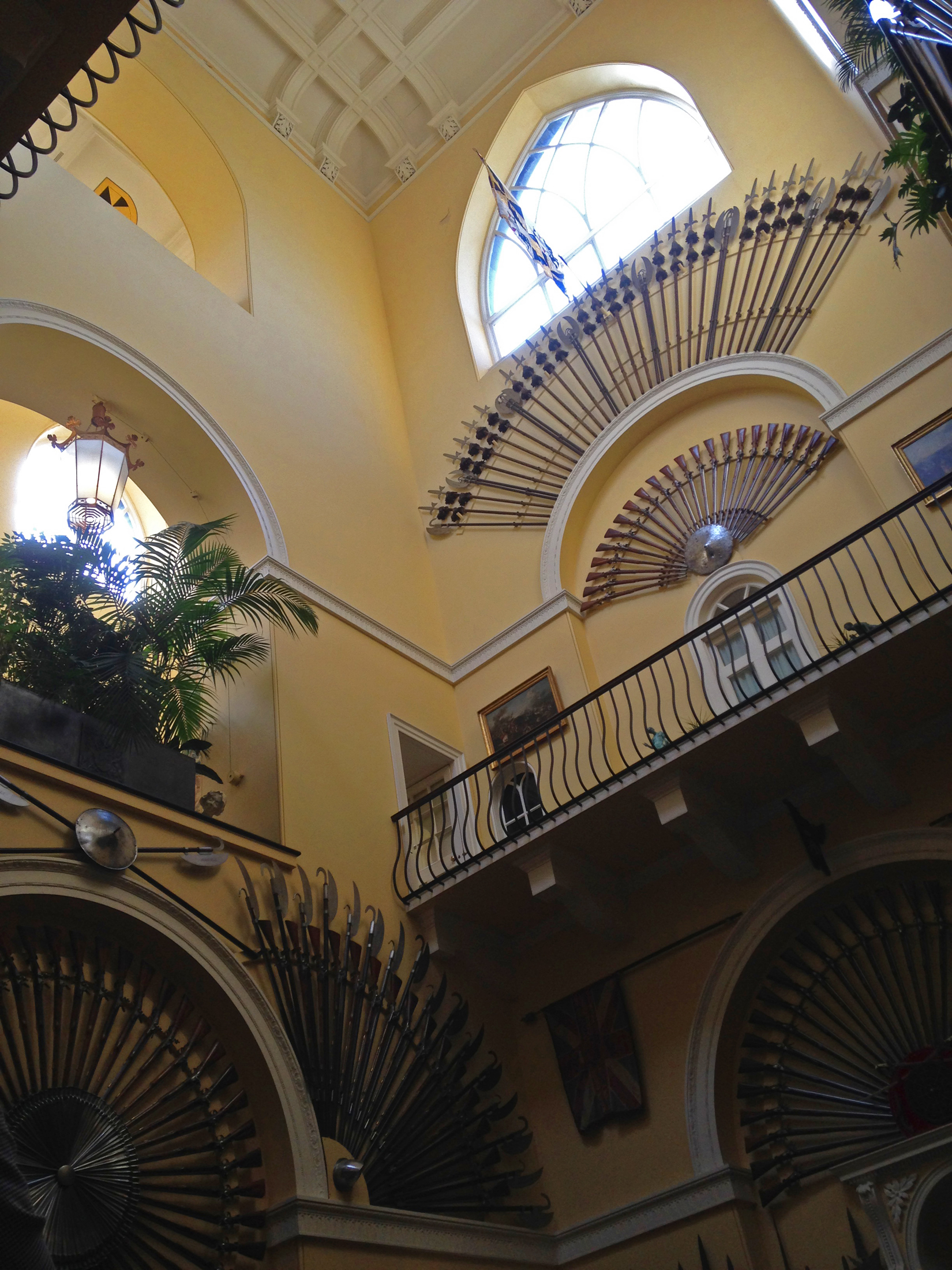
Velká hala
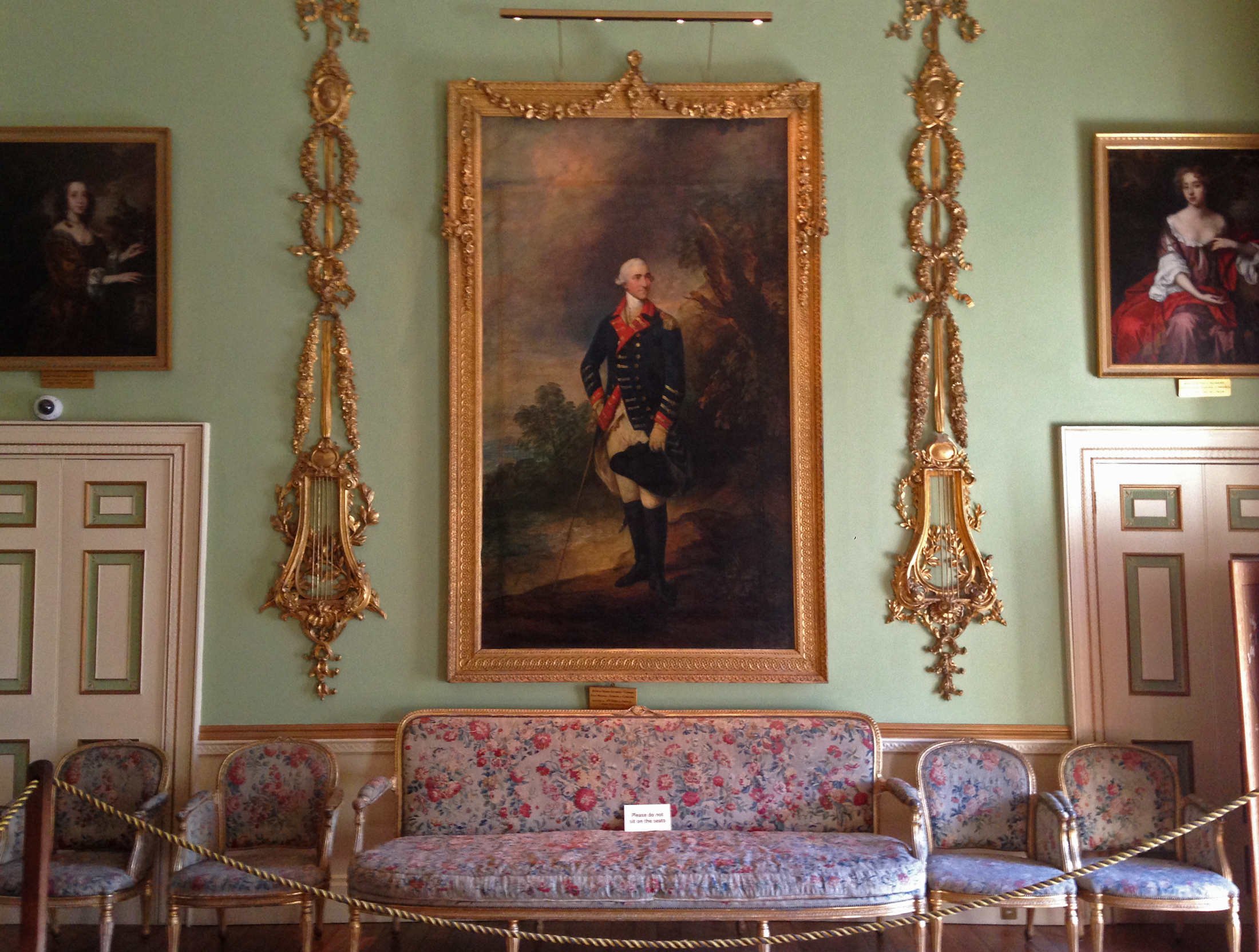
Interiér
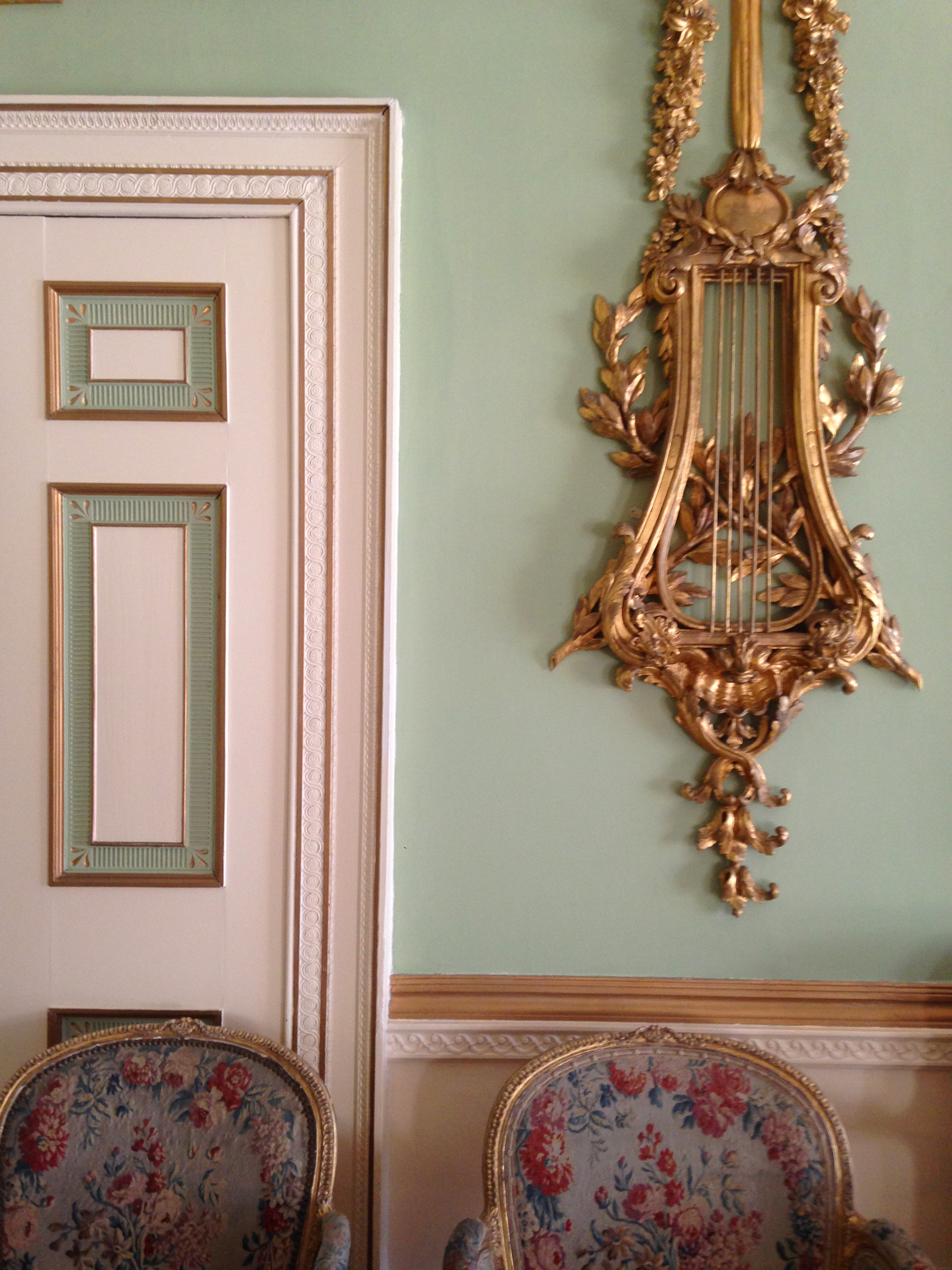
Detail interiéru
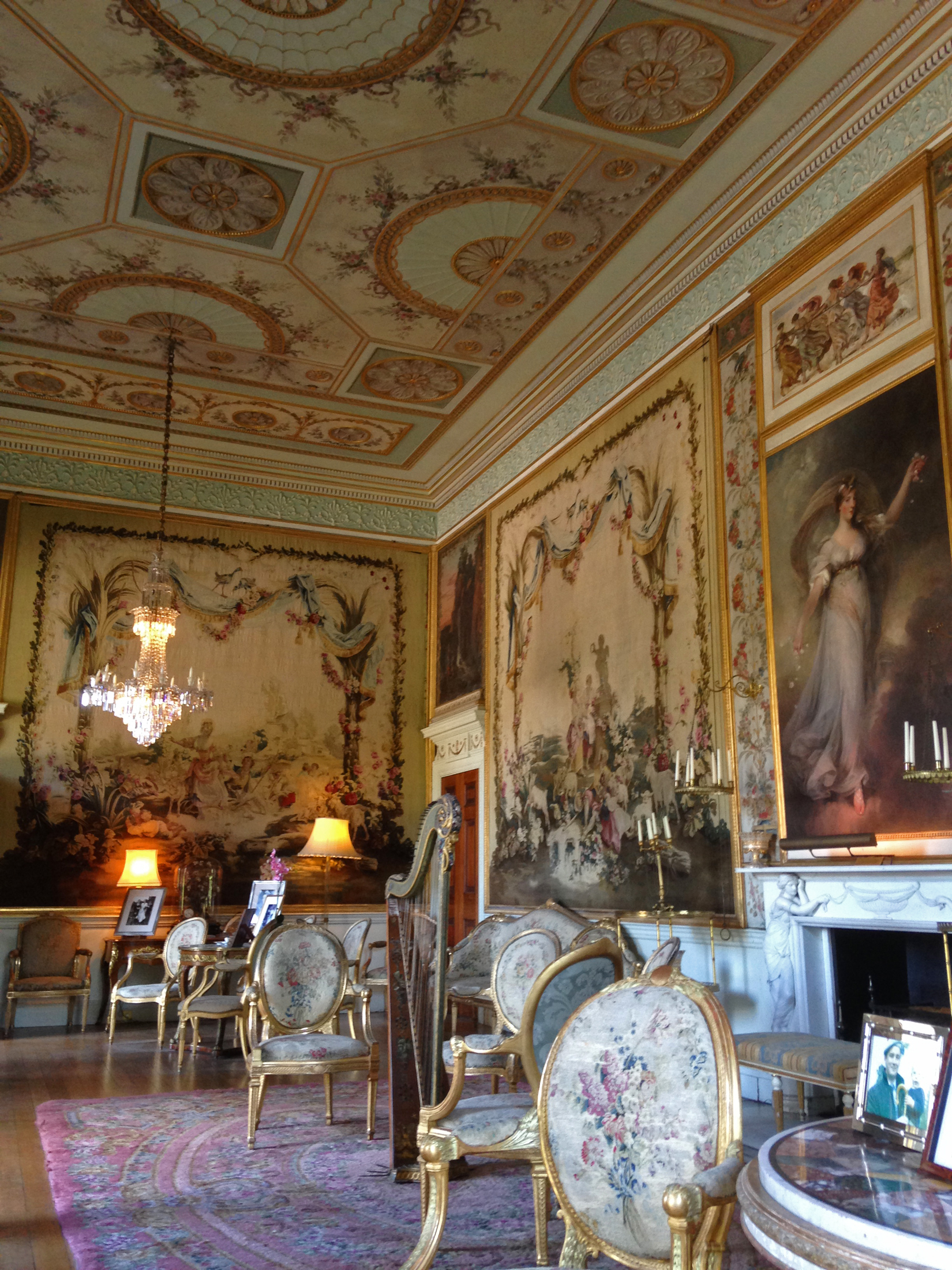
Společenský salon
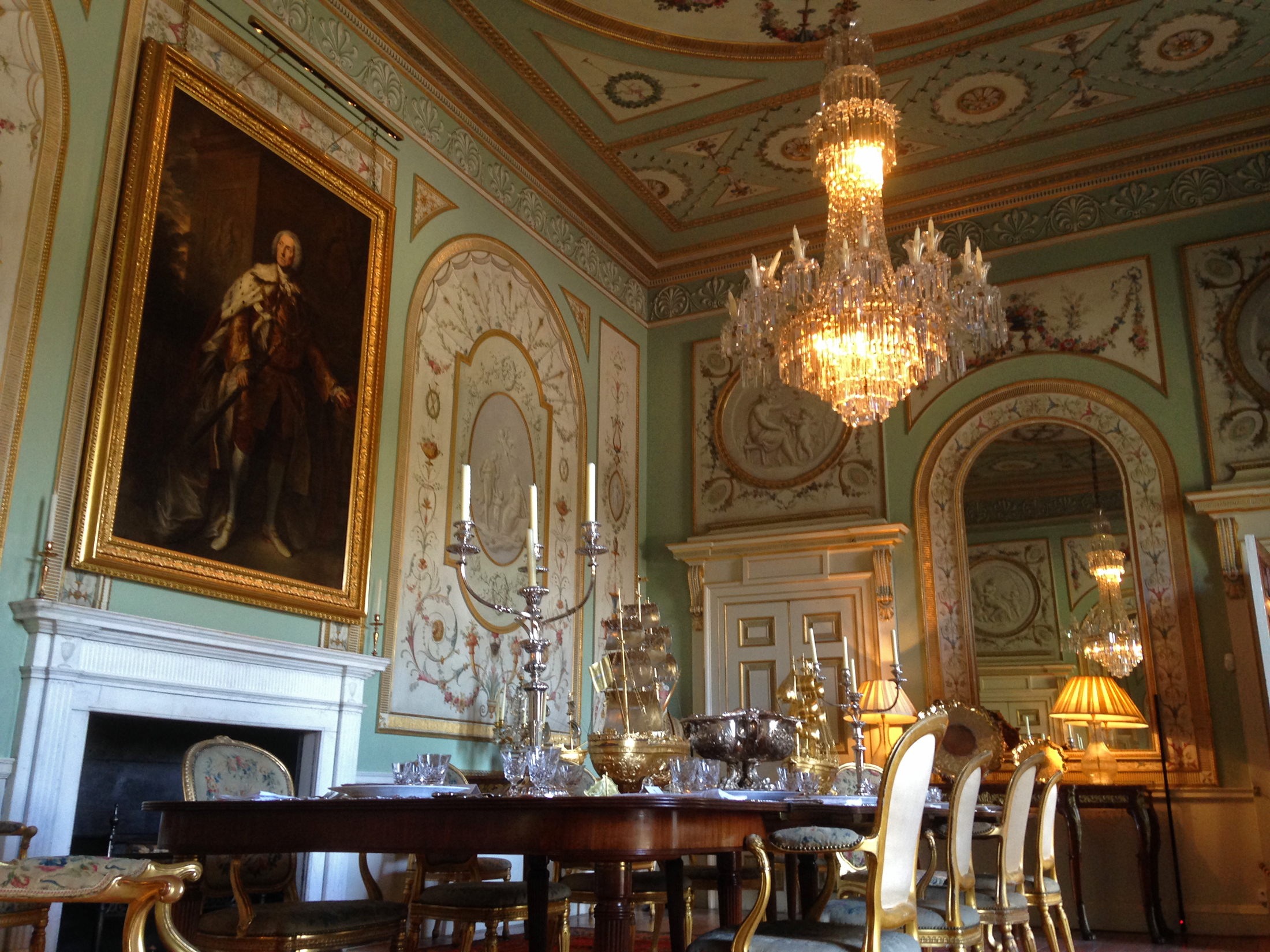
Jídelna
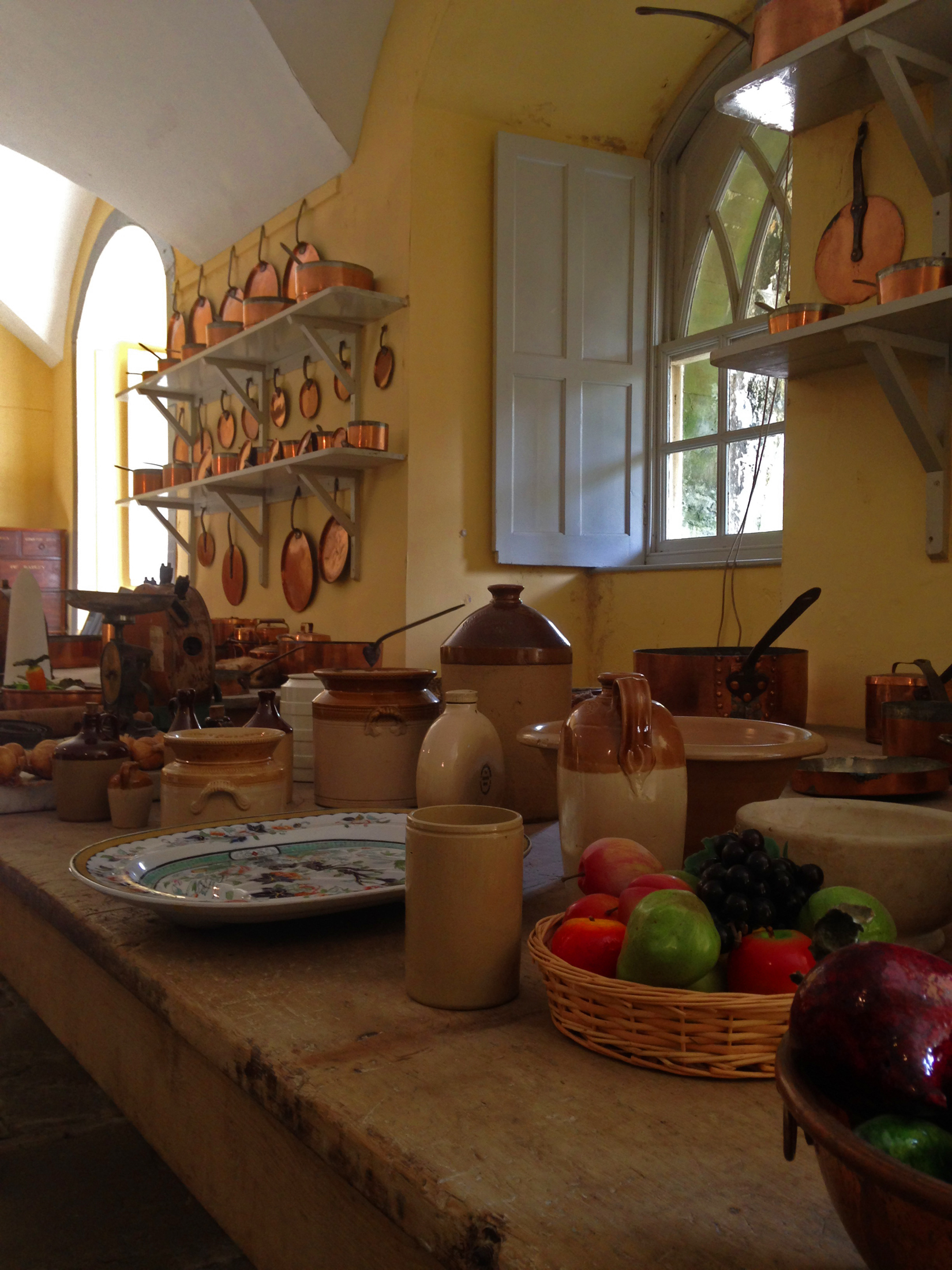
Kuchyně